# Brad Linde
Brad Linde (* 1979 in Louisville, Kentucky) ist ein US-amerikanischer Jazzmusiker (Saxophon, Klarinette, Komposition).

## Leben und Wirken
Linde wuchs in North Carolina auf und studierte Musik an der Elon University und der University of North Carolina at Chapel Hill, bevor er Mitte der 2000er-Jahre in die Metropolregion Washington, D.C. zog, um seine Studien der University of Maryland fortzusetzen. Seitdem arbeitet er in der dortigen Jazzszene; sein erstes Album Feeling That Way Now entstand 2009. 
Mit seiner Band Team Players (u. a. mit dem Schlagzeuger Deric Dickens) legte er ab 2014 mehrere Alben vor wie All American, inspiriert von Baseball, Free Jazz, Neuer Musik und Folk. Mit dem Bandprojekt Dix Out beschäftigte er sich mit dem Jazz der 1920er-Jahre, zu hören auf dem Album There‘ll Be Some Changes Made.
Im Laufe seiner Karriere trat Linde mit Jazzgrößen wie Lee Konitz, Barry Harris, Butch Warren (Baltimore Jazz Loft), Ted Brown, Eddie Bert, Jimmy Wormworth, Freddie Redd (Reminiscing), Slide Hampton und Dan Tepfer auf, außerdem mit Gretchen Parlato, Chris Byars, Ari Roland, John Mosca, Jon Metzger und Jim Ketsch. Er gastierte auch in Deutschland und Österreich sowie beim East Coast Jazz Festival, Duke Ellington Jazz Festival, dem Smithsonian Institute, dem John F. Kennedy Center for the Performing Arts, Chris’ Jazz Cafe in Philadelphia und dem Smalls in New York. Im Bereich des Jazz war er laut Tom Lord zwischen 2009 und 2021 an fünf Aufnahmesessions beteiligt, u. a. bei Jon Irabagons Recharge the Blade. Linde lebt im Großraum Washington D.C, wo er auch an der Georgetown Day School unterrichtet und mit Joe Herrera Co-Leiter des Bohemian Caverns Jazz Orchestra ist.

## Diskographische Hinweise
- Brad Linde's Team Players: Fore! (2019)
- Ted Brown & Brad Linde: All About Lennie (Bleebop Records, 2019)
- Ted Brown & Brad Linde: Drifting on a Reed (Bleebop Records, 2020)
- Urbane Outfit (Bleebop Records, 2020), mit Caroline Davis, Russ Lossing, Deric Dickens
- Brad Linde Ensemble with Lee Konitz: Bradlee (2021; rec. 2011), mit Dan Tepfer, Sarah Hughes, Brent Madsen, Heidi Brown, Matt Musselman, Jarrod Williams, Tom Baldwin, Tony Martucci
- Brad Linde, Wendy Eisenberg, Erika Dohi, Luke Stewart, Allison Miller: Into Thin Air (Bleebop Records, 2021)